# Rodrigo Odriozola
Rodrigo Odriozola López (n. Durazno, Uruguay, 31 de agosto de 1988) es un futbolista uruguayo que desempeña como portero y su equipo actual es Huachipato de la Primera División de Chile.

## Clubes
| Club                  | País     | Año       |
| --------------------- | -------- | --------- |
| Montevideo Wanderers  | Uruguay  | 2008-2011 |
| Racing de Montevideo  | Uruguay  | 2011-2012 |
| Progreso              | Uruguay  | 2013      |
| Cerro                 | Uruguay  | 2013-2014 |
| Gostaresh Foulad F.C. | Irán     | 2014      |
| Deportivo Pasto       | Colombia | 2015      |
| Atenas de San Carlos  | Uruguay  | 2015      |
| Progreso              | Uruguay  | 2016      |
| Rampla Juniors        | Uruguay  | 2016-2019 |
| Ñublense              | Chile    | 2020-2021 |
| Racing de Montevideo  | Uruguay  | 2022-2024 |
| Huachipato            | Chile    | 2025-Act. |

## Palmarés

### Campeonatos nacionales
| Título                      | Club        | País    | Año  |
| --------------------------- | ----------- | ------- | ---- |
| Primera B de Chile          | Ñublense    | Chile   | 2020 |
| Torneo Competencia          | Racing Club | Uruguay | 2022 |
| Segunda División de Uruguay | Racing Club | Uruguay | 2022 |